# Langues strickland de l'Est
Les langues strickland de l'Est sont une famille de langues papoues parlées en Papouasie-Nouvelle-Guinée, dans la province ouest.

## Classification
Les langues strickland de l'Est font partie des familles possiblement rattachées, selon Malcolm Ross, à la famille hypothétique des langues de Trans-Nouvelle Guinée. Haspelmath, Hammarström, Forkel et Bank estiment que les preuves sont trop ténues pour confirmer ce lien.

## Liste des langues
Les langues Strickland de l'Est sont :
- fembe
- konai
- groupe kubo-samo-bibo 
  - gobasi
  - kubo
  - samo
- odoodee